# Potentilla reuteri
Potentilla reuteri är en rosväxtart som beskrevs av Pierre Edmond Boissier. Potentilla reuteri ingår i Fingerörtssläktet som ingår i familjen rosväxter. Inga underarter finns listade i Catalogue of Life.

## Bildgalleri

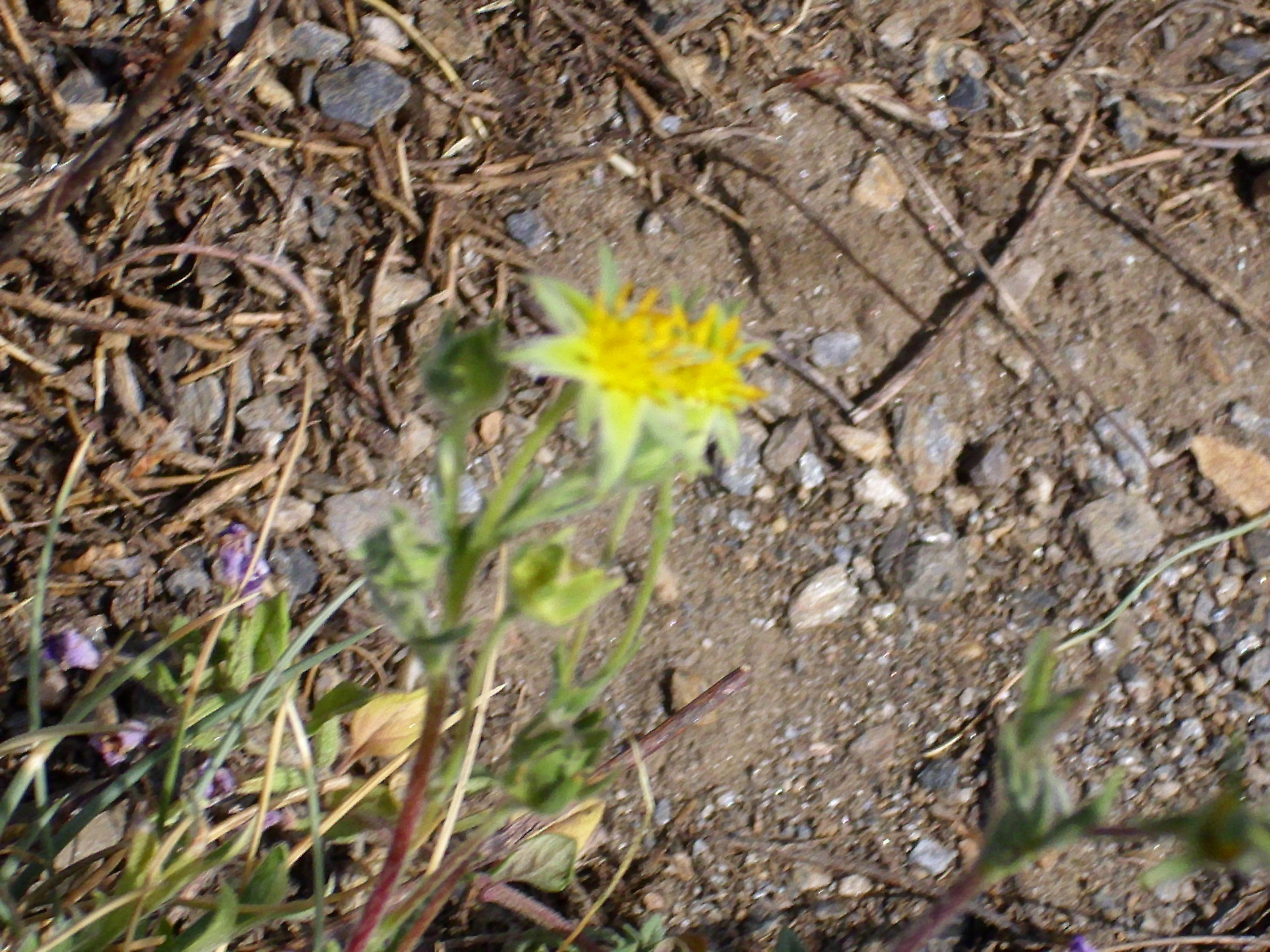
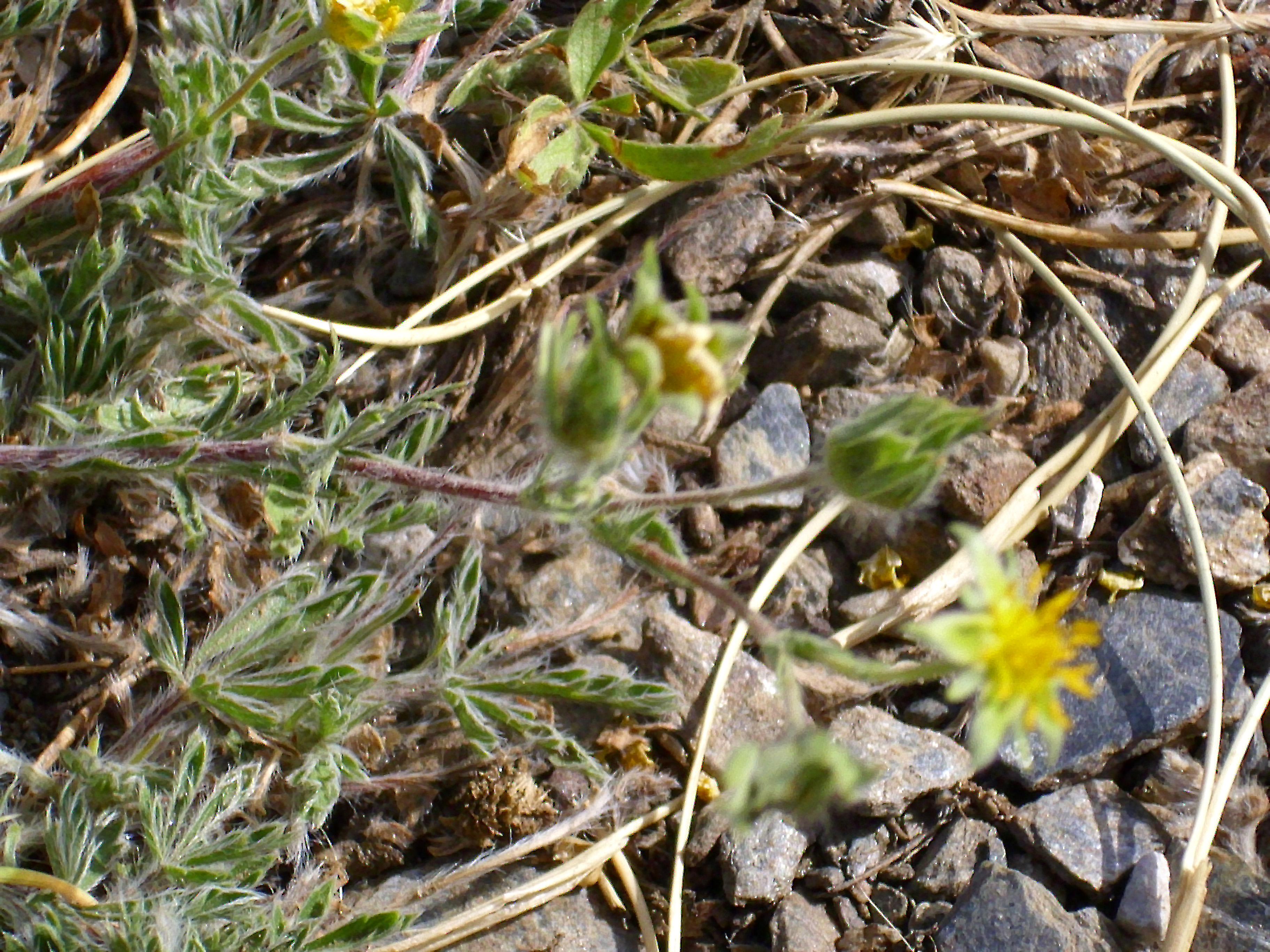